# Primavera (partido político)
Primavera (en polaco: Wiosna) fue un partido político social liberal y proeuropeo en Polonia dirigido por un exalcalde de Słupsk, Robert Biedroń.
El partido se fundó el 3 de febrero de 2019 en el Torwar Hall a partir de la agrupación Amo Polonia fundada en junio de 2018, con el objetivo de romper el "duopolio" de las formaciones políticas dominantes Ley y Justicia y Plataforma Cívica.
Se presentó a las elecciones europeas de 2019, ganando tres escaños.
Para las elecciones parlamentarias de 2019, el partido formó una coalición con la Alianza de la Izquierda Democrática y Razem, conocida como La Izquierda, ganando 19 escaños en el Sejm.
Las ideas fundamentales del partido eran los derechos de las mujeres, la igualdad, los derechos de las personas con discapacidad, la educación, el transporte público, un mejor sistema de salud y el estado de derecho. Abogaba por una pensión básica, un aumento en el salario mínimo, salarios más altos para los maestros, acceso gratuito a Internet en todo el país y un aumento en la prestación por hijos. Además, el presidente del partido Robert Biedroń enfatizó la importancia de la protección del medio ambiente, especialmente la de reducir la contaminación del aire. Para lograr esto, el partido proponía que las minas en Polonia se cerrasen en 2035, y que el país pasase a depender de las energías renovables.
El partido se fusionó con la Alianza de la Izquierda Democrática (SLD) en un partido unitario llamado Nueva Izquierda en 2021. El 11 de junio de 2021, la asamblea general del partido votó a favor de disolver el mismo para fusionarse con la SLD. La fusión finalizó el 9 de octubre de 2021 a través de un congreso de unificación.